# Complexe Mohammed VI de football
Le Complexe Mohammed VI de football (en arabe : مركب محمد السادس لكرة القدم) appelé anciennement le Centre sportif national de Maâmora est un des centres appartenant à l’Institut royal de formation des cadres, utilisé pour les stages de préparation des clubs et équipes nationales de football sous la direction de la Fédération royale marocaine de football (FRMF). Il est le domicile privilégié des équipes du Maroc de football depuis sa fondation en 2014.
Basé à Salé, l'Académie Mohammed VI de football (AMVI) s'y implante en 2019 et devient un centre de préformation administré par la FRMF.
Il a pris le nom de Mohammed VI, roi du Maroc depuis 1999 qui inaugure le complexe le 9 décembre 2019 en compagnie de Fouzi Lekjaa, président de la FRMF.

## Localisation
Il est situé près d’une forêt, dans le sud du territoire de la ville de Salé, près de la capitale Rabat.

## Histoire
Depuis les années 50, le complexe de Maamôra abritait historiquement les préparations des différentes équipes nationales de football.
Un projet d'aménagement a été lancé en 2014, parrainé par la Fédération royale marocaine de football (FRMF),  pour que ce centre puisse héberger des programmes de préparation de sportifs de haut niveau, avec un rayonnement au niveau international,,.
Le Roi Mohammed VI a procédé, fin 2019 à l’arrondissement Hssain à Salé, à l’inauguration du Centre national de football de Maâmoura après sa rénovation et sa reconstruction et a bien voulu le baptiser de son nom “Complexe Mohammed VI de Football”.
Concentré d’expertise, le Complexe édifié sur un terrain de 29,3 hectares, est destiné à accueillir les équipes nationales en stage de préparation, ainsi que les équipes nationales étrangères qui désirent effectuer leurs stages de concentration au Maroc. L’ouverture de cet édifice sportif aux équipes étrangères permettra également au Maroc de s’ériger en levier de développement du tourisme et de promouvoir le rayonnement international du royaume.
La réalisation du Complexe a nécessité une enveloppe de 630 millions de dirhams (MDH), s’inscrit dans le cadre de la mise en œuvre du programme national de mise à niveau des infrastructures du football national marocain. Économiquement, le projet permettra à la Fédération de faire des économies, puisqu'il évitera aux équipes nationales de faire des déplacements dans les hôtels durant les concentrations, mais il permettre également de recevoir les équipes et clubs étrangers.
En février 2020, le centre est visité par Gianni Infantino.

## Installations
Côté sportif, le Complexe comporte quatre terrains de football en gazon naturel, trois terrains de football en gazon synthétique, un terrain de football couvert, un terrain de football en hybride, une salle de réathlétisation pouvant accueillir des matchs de futsal, une piscine olympique en plein air, deux courts de tennis et un terrain de football de plage.
Il comprend également un Centre de médecine du sport et de la performance, de nouvelle génération, qui répond aux normes de la FIFA en la matière et dispose de salles de physiothérapie, de test d’effort, de médecine dentaire, d’ophtalmologie, de traumatologie, de psychologie, de podologie, de médecine nutritionnelle, de radiologie, d’échographie, d’électrothérapie, d’ostéodensitométrie, et d’une unité médicale mobile d’urgence. Mais la véritable nouveauté de ce centre médicale, c’est l’apport d’une salle de cryothérapie, « qui permet aux joueurs de récupérer beaucoup plus rapidement grâce à une température de -110° », selon le directeur du centre qui ajoute qu’il s’agit d’une première en Afrique.
Le Complexe abrite aussi des espaces de restauration et de détente, un auditorium de 221 places construit pour être le plus modulable et flexible possible afin d’accueillir diverses manifestations (conférences ou encore projections de films), ainsi que des bâtiments administratifs.

## Budget
Le nouveau complexe inauguré en 2019 nécessite une enveloppe de 63 millions d'euros.